# Liste der Monuments historiques in Schwenheim
Die Liste der Monuments historiques in Schwenheim führt die Monuments historiques in der französischen Gemeinde Schwenheim auf.

## Liste der Bauwerke
| Bezeichnung                   | Beschreibung                                                                                         | Standort                  | Kennzeichnung | Schutzstatus | Datum | Bild           |
| ----------------------------- | --- | ------------------------- | ------------- | ------------ | ----- | -------------- |
| Kirche St-Vincent-et-Anastase | ehemaliger Chorturm, um 1200, Chor, Schiff und Querhaus von 1854/55                                  | Rue de Saverne (Lage)     | PA67000006    | Inscrit      | 1996  | weitere Bilder |
| Wohnhaus                      | Massivbau mit Fachwerkelementen, im Kern aus dem 13. Jahrhundert, 1580 umgebaut; Tor bezeichnet 1747 | 131 rue Principale (Lage) | PA00135149    | Inscrit      | 1995  | weitere Bilder |